# (Pronounced 'Lĕh-'nérd 'Skin-'nérd)
(pronounced lĕh-'nérd 'skin-'nérd) je debutové studiové album americké southern rockové skupiny Lynyrd Skynyrd, vydané až devět let po založení skupiny 13. srpna 1973.

## Seznam skladeb

### Strana 1
1. „I Ain't the One“ (Gary Rossington, Ronnie Van Zant) – 3:53
2. „Tuesday's Gone“ (Allen Collins, Rossington, Van Zant) – 7:32
3. „Gimme Three Steps“ (Collins, Van Zant) – 4:30
4. „Simple Man“ (Rossington, Van Zant) – 5:57

### Strana 2
1. „Things Goin' On“ (Rossington, Van Zant) – 5:00
2. „Mississippi Kid“ (Al Kooper, Van Zant, Bob Burns) – 3:56
3. „Poison Whiskey“ (Ed King, Van Zant) – 3:13
4. „Free Bird“ (Collins, Van Zant) – 9:06

### Bonusy na CD reedici v roce 2001
1. „Mr. Banker“ (Demo) (Rossington, Van Zant, King) – 5:23
2. „Down South Jukin'“ (Demo) (Rossington, Van Zant) – 2:57
3. „Tuesday's Gone“ (Demo) (Rossington, Collins, Van Zant) – 7:56
4. „Gimme Three Steps“ (Demo) (Collins, Van Zant) – 5:20
5. „Free Bird“ (Demo) (Collins, Van Zant) – 11:09

## Sestava
- Ronnie Van Zant – zpěv
- Gary Rossington – kytary
- Allen Collins – kytary
- Ed King – kytara, baskytara
- Billy Powell – klávesy
- Bob Burns – bicí
- Leon Wilkeson – baskytara
- Al Kooper (Roosevelt Gook) – baskytara, mellotron, bicí, varhany
- Robert Nix – bicí
- Bobbye Hall – perkuse
- Steve Katz – harmonika